# Фриц-Валтер-Щадион
Фриц-Валтер-Щадион (на немски: Fritz-Walter-Stadion) в Кайзерслаутерн е стадионът на втородивизионния германски футболен отбор Кайзерслаутерн и по време на Световното първенство по футбол в Германия през 2006 г. приема пет срещи. Поради старото си име Бетценбергщадион, съоръжението и до днес се нарича „Бетце“ на жаргон.

## История
На мястото, където днес стои Фриц-Валтер-Щадион, през 1920 г. се открива спортното игрище „Бетценберг“. Игрището било покрито с пясък, а от южната му страна е имало места за зрители, както и неголяма дървена трибуна. През 1926 г. пясъчната настилка е сменена с тревно покритие.
Първото преустройство в стадион е направено през 1932 г. с откриване на места за правостоящи зрители и трибуна от източната страна на площадката. Така общият капацитет за зрители се покачва до 18 000 места.
С течение на следващото десетилетие стадионът все повече се изгражда и модернизира. Следващото основно преустройство е направено през 1953 г., когато спортното съоръжение е способно да побере до 30 000 зрители, а през 1972 г. – 38 000. Това число остава непроменено до модернизацията за световната купа през 2006 г., като дейностите са основно насочени в превръщането на правостоящите места в седящи.
Особено през 90-те години стадионът променя облика си след ремонта на северната и южната трибуна. Северната трибуна предлага вече повече комфорт с наличието на ВИП ложи и покрито пространство за зрителите зад трибуната.
Последното преустройство е направено за Световното първенство Германия'2006, като капацитетът на Фриц-Валтер-Щадион е повишен на 48 500 зрители. От тях 32 137 са седящи и 16 363 са правостоящи.
Развитието и модернизирането на трибуните от 1972 г. насам става под ръководството на кайзерслаутернския архитект Фолкер Фибингер.
По време на световното първенство, капацитетът на стадиона е съкратен на 46 000 места, поради разширяването на местата за журналисти на северната трибуна. При срещите от първенството на Германия се допускат до 50 754 зрители по изключение. Това е и рекордната посещаемост на стадиона, достигната на 6 май 2006 г. срещу Байерн Мюнхен. За първи път 48 000 зрители заемат места на 18 май 2006 г. в мача срещу Кьолн, като се достига максималният нормален капацитет.
Стадионът получава днешното си име на 2 ноември 1985 г. по случай 85-годишнина на капитана на националния отбор на Германия от Швейцария'54 Фриц Валтер. Преди това игрището носи името Бетценбергщадион или просто „Игрището на хълма Беценберг“. След Втората световна война стадионът за кратко се казва „Стад Монсабер“, на името на генерал Монсабер, командващ окупационните сили в района.
До 2003 г. стадионът е собственост на клуб Кайзерслаутерн. След появилите се финансови проблеми Фриц-Валтер-Щадион и прилежащата младежка академия са продадени за сумата от 57,9 милиона евро на Фриц-Валтер-Щадион ООД, чийто собственик е градската управа на град Кайзерслаутерн.

## Произход на името
Стадионът в Кайзерслаутерн, заедно с Рур-Щадион в Бохум, Вестфален-Щадион в Дортмунд и Бьокелберг-Щадион в Мьонхенгладбах, до края на 90-те години е един от малкото стадиони в Германия без лекоатлетическа писта около игрището. Близостта на зрителите до терена и виковете на запалянковците дълго време играят важна роля за атмосферата на стадиона и мотивацията на играчите в червено.
След преименуването от Бетценберг-Щадион на Фриц-Валтер-Щадион през 1985 г. домакинското преимущество изглежда изчерпано: в следващите 6 домакинства Кайзерслаутерн не записват победа (4 равенства и 2 загуби), а самият патрон Фриц Валтер неохотно предлага стадионът да върне старото си име, за да се върнат и победите.
Дълго време стадионът има формата на британските игрища, а именно – трибуните са само до терена, без да го обграждат напълно. По-късно тази му форма е променена и днес празните пространства между трибуните са застроени с нови сектори за зрители. Най-верните привърженици на „червените дяволи“ се намират в секторите 7.1, 8.1 и 8.2.
Патрон на стадиона е футболистът от германския национален отбор Фриц Валтер, капитан на световните шампиони от 1954 г., почетен водач на германския национален отбор и капитан на Кайзерслаутерн в шампионските сезони 1951 и 1953 г.
Главният вход на Фриц-Валтер-Щадион между северната и източната трибуна носи името на германския национал и брата на Фриц Валтер Отмар Валтер. Другите входове на стадиона също носят имена на известни бивши футболисти на клуба: „Вход-Хорст-Екел“ (към западната трибуна), „Вход-Вернер-Колмайер“ (югоизточен вход) и „Вход-Вернер-Либрих“ (вход от изток).

## Световно първенство по футбол 2006

### Преустройство на стадиона
След като Кайзерслаутерн печели кандидатурата за приемане на срещи от Световното първенство по футбол през 2006, през 2002 г. започват действия по обновяване, развиване и модернизация на Фриц-Валтер-Щадион. В последната преустройствена фаза западната и южната трибуна се разширяват, а северната трибуна се надстроява. Така западната и източната трибуна достигат нивото на южната. Освен това се изгражда покрив над южната трибуна, който се свързва с козирките над западната и източната трибуна. Построяват се отделения за журналисти и ложи в ъглите североизток и северозапад. Стадионът е изцяло покрит, разполага и с отопление на тревната настилка и собствено телевизионно студио. Общо 6000 квадратни метра от покрива на стадиона са заети от соларни модули.
Преустройствените мерки са засенчени от многото финансови трудности, които съпътстват строителните работи. Поради разширяването на източната трибуна предприятието на строителя Филип Холцман обявява банкрут, което води до временно спиране на строежа. Освен това клубът Кайзерслаутерн попада във финансови затруднения и не може да поддържа финансирането на строителните дейности, чиято цена достига 48.3 милиона евро. От тази сума разноските се поделят както следва: 21.7 милиона – федерална провинция Райнланд-Пфалц, 18.9 милиона – клуб Кайзерслаутерн и 7.7 милиона – градска управа на град Кайзерслаутерн.
С оглед на лошото си материално състояние, футболният клуб Кайзерслаутерн се принуждава да продаде стадиона си. Провинция Райнланд-Пфалц и град Кайзерслаутерн поемат задължението да завършат строежа, като с това и придобиват собствеността върху стадиона. Междувременно разноските достигат 76.5 милиона евро, като 2/3 от разликата в цената на очакваните и реалните разноски (28.2 милиона евро) е поета от Райнланд-Пфалц.
Банкрута на Филип Хофман АД и неяснотата около бъдещото финансиране на проекта водят до това, че Кайзерслаутерн не получава домакинство на срещите от Купата на Конфедерациите през 2005 г., както е било планирано предварително.
На 2 декември 2005 г. градската управа на Кайзерслаутерн затваря стадиона от съображения за сигурност, след като се появяват поражения на покрива на източната трибуна. Двубоят Кайзерслаутерн – Айнтрахт Франкфурт е отложен. След тази дата преустройството на стадиона протича гладко и срещите от световната купа минават безпроблемно.

### Срещи от Световното първенство по футбол 2006
За Световното първенство по футбол 2006 в Германия в Кайзерслаутерн се играят следните срещи:
| Понеделник, 12 юни 2006, 15 ч, Група F   |   |                   |           |
| Австралия                                | – | Япония            | 3:1 (0:1) |
| Събота, 17 юни 2006, 21 ч, Група E       |   |                   |           |
| Италия                                   | – | САЩ               | 1:1 (1:1) |
| Вторник, 20 юни 2006, 21 ч, Група B      |   |                   |           |
| Парагвай                                 | – | Тринидад и Тобаго | 2:0 (1:0) |
| Петък, 23 юни 2006, 16 ч, Група H        |   |                   |           |
| Саудитска Арабия                         | – | Испания           | 0:1 (0:1) |
| Понеделник, 26 юни 2006, 17 ч, 1/8 Финал |   |                   |           |
| Италия                                   | – | Австралия         | 1:0 (0:0) |